# Коксуэлл, Хенри Трейси
Хенри Трейси Коксуэлл (англ. Henry Tracey Coxwell; 2 марта 1819, Вулдем, Кент — 5 января 1900, Льюис) — английский воздухоплаватель.

## Биография
Коксуэлл сначала обучался в военной школе в Чатеме, а затем пошёл в армию. Однако после смерти отца он отправился в Лондон, поселился там и работал в качестве дантиста.
В юности Коксуэлл проявлял большой интерес к путешествиям на дирижабле и совершил много воздушных перелётов с другими, прежде чем сам приобрёл воздушный шар. С 1844 года он занимался в основном аэронавтикой. В 1845 году он основал журнал «Aerostatic Magazine», который он редактировал, а затем совершил около 700 полётов, один из которых стал наиболее известен благодаря метеорологу Джеймсу Глейшеру. В 1862 году они поднялись без дополнительного запаса кислорода на высоту, которую Глейшер позже оценил в 11 270 метров. Вероятно, более реалистична цифра около 8800 метров. Глейшер потерял сознание, и Коксуэлл с трудом открыл зубами регулирующий клапан и заставил аэростат опуститься. О результатах своих полётов Коксуэлл сообщил в нескольких статьях и лекциях.
Во время франко-прусской войны 1870—1871 годов Коксуэлл работал в прусских военно-воздушных войсках.
Хенри Трейси Коксуэлл умер 5 января 1900 года в Тоттенеме.

## Публикации
- Life and Balloon experiences. 2 Bde. London (1887-89)